# Espineta sulfúria
L'espineta sulfúria (Gerygone sulphurea) és un ocell de la família dels acantízids (Acanthizidae).

## Hàbitat i distribució
Habita boscos, vegetació secundària, terres de conreu i manglars a la costa de Tailàndia, Malaia i sud del Vietnam, Sumatra, Java, Sulawesi (incloent illes properes), Illes Petites de la Sonda (incloent illes de Flores, Solor i Alor). Filipines a Luzon, Lubang, Verde, Mindoro, Marinduque, Catanduanes, Negros, Cebu, Bohol, Mindanao, Basilan i Sulu.